# Depth (Computerspiel)
Depth ist ein Computerspiel, das von Digital Confectioners entwickelt wurde und 2014 für Microsoft Windows veröffentlicht wurde. Es ist ein Mehrspielerspiel, bei dem Schatztaucher gegen Haie antreten.

## Spielprinzip
Das Spiel ist ein Ego-Shooter, der in Unterwasserumgebungen stattfindet. Die Spieler können entweder als Taucher oder als Haie spielen. Taucher eskortieren und verteidigen ein automatisiertes Tauchboot, um versunkene Schätze zu sammeln. Dafür können sie Feuerwaffen, Harpunen, Sprengstoff und anderer Ausrüstung benutzen, die mit gesammelten Schätzen gekauft werden kann. Die Haie können mit unterschiedlichen Fähigkeiten die Taucher angreifen. Insgesamt gibt es sieben Haiarten (Weißer Hai, Tigerhai, Makohai, Bullenhai, Hammerhai, Fuchshai und Megalodon) mit unterschiedlichen Ausprägungen. Neue Fähigkeiten (Evolutionen) entwickeln sie, indem sie Taucher töten und fressen. Gewonnen ist das Spiel, wenn sich die gegnerischen Spieler nicht wiederbeleben können, die Taucher das Tauchboot erfolgreich zu einer Entnahmestelle bringen oder die Haie das Tauchboot zerstören. Neben dem Online-Modus kann auch im Einzelspielermodus gegen eine künstliche Intelligenz gespielt werden.

## Entwicklung
Depth begann die Produktion im Jahr 2009 als ein Studentenprojekt. Es wurde ursprünglich als Mod für Unreal Tournament 3 von einem kleinen Entwickler-Team um Alex Quick von Killing Floor gegründet. Zwischen 2010 und 2012 wurde es auf die Unreal Engine portiert und wurde zu einem eigenständigen Spiel. Die Entwicklung wurde jedoch aufgrund von Bedenken hinsichtlich des Gameplays gestoppt. Im Jahr 2013 übernahm Digital Confectioners die Entwicklung und machte das Spiel für die Veröffentlichung bereit.

## Veröffentlichung
Depth wurde am 16. Oktober 2014 für die Vorbestellung im Steam-Store eingestellt und am 3. November 2014 veröffentlicht. Die Erweiterung „The Big Catch“ wurde am 16. Dezember 2014 veröffentlicht und fügt 2 neue Hai-Klassen, 1 neue Map und ein neuer Spieltyp namens „Megalodon-Modus“ hinzu.

## Rezeption
Depth erhielt mäßige bis positive Kritiken. IGN beschrieb Depth als ein Spiel in einem Ozean aus angespannten und einzigartigen Gameplay-Momenten und lobte das Level- und Sounddesign des Spiels. Sowohl die Erfahrung als Taucher als auch als Hai sei schnell, spaßig und hektisch. IGN kritisierte aber das Fehlen von mehreren Spielmodi und die knappen Anpassungsoptionen des Spiels. Dadurch würde es nicht zu ausreichend Langzeitmotivation kommen. GameSpot ist weniger positiv und weist auf Probleme mit der Texturenqualität, dem Balancing und auf Mängel im Leveldesign hin. GameSpot hoffte daher, dass zukünftige Updates Bugs bereinigen und neue Inhalte hinzuzufügen, damit das Spiel mehr Potenzial ausschöpft.
Sowohl Multiplayer.it als auch GameSpot geben an, dass das Spiel negativ auf das Gameplay der Left-4-Dead-Serie zurückgreift. Die Seite deviantrobot sagte, dass Depth dem Spiel Evolve sehr ähnlich, aber dennoch in vieler Hinsicht einzigartig ist. Die GameStar betont die Bedeutung des Teamplays und der richtigen Ausrüstung und Fähigkeiten und lobt die Atmosphäre und Streuung. Später wurde ein ähnliches Konzept in Horror-Spielen wie Dead by Daylight umgesetzt.